# المويه
المويه أو المويه الجديد هي مدينة سعودية والمركز الإداري لمحافظة المويه التابعة لمنطقة مكة المكرمة، بالمملكة العربية السعودية. سميت بالمويه لكثرت المياه الجوفية بها، وكانت قديماً تسمى المحازة أو محازة الصيد.

## الموقع
تقع مدينة المويه على الطريق الدولي (الرياض - الطائف) وتبعد عن العاصمة 600 كم وعن منطقة مكة المكرمة 300 كم وتقع على الدرع العربي بين خطي طول 22- 32 وخطي عرض 41- 42.

## التاريخ
كانت المويه تقع في موقع يسمى في الأصل (المحازة) ولكن صعب على أهالي المويه القديم ترك ماضيهم يندثر فأطلقوا على (المحازة) اسم المويه الجديد. كانت المويه القديمة بحكم موقعها على طريق الحج القديم، مزارًا لقادة البلاد وأسس فيها الملك عبد العزيز آل سعود قصره التاريخي المعروف، والذي كان يقيم فيه خلال رحلاته من نجد إلى الحجاز، ويلتقي فيه بشيوخ القبائل والمواطنين لبحث احتياجاتهم. عن تاريخ المويه ذكر المؤرخ الشيخ عاتق بن غيث البلادي في كتابه (معجم معالم الحجاز): «المويه تصغير ماء بلدة قديمة في ديار عتيبة كانت على الطريق القديم بين مكة والرياض، وكان الاسم لماء صغير هناك ثم تقدم المنهل في العهد السعودي فأصبحت إمارة ومحكمة ومدارس للبنين والبنات وعندما شق طريق الإسفلت بين الطائف والرياض عام 1386هـ عدل عنها جنوبا فتحولت بعض المقاهي ومتاجر المويه إلى مكان كان يعرف بصمد «المحازة» فتأسس ما يعرف اليوم بالمويه الجديد فأخذ ينمو على حساب القديم حتى أصبح بلدة تطالب بجميع المرافق، فتأسست فيها مدرسة وأخذت الدولة تفكر في نقل مرافق المويه إليها وقد يموت ذلك المنهل القديم وهذا من عيوب تخطيط الطرق، فقد حدث أن اندثرت قرى وقامت أخرى كالفريش ومستورة من جراء عدول الطريق عنها».